# 赤堀用水路
赤堀用水路（あかほりようすいろ）は、埼玉県川口市を流れる用水路。赤堀用水とも呼称される。

## 概要
川口市差間で見沼代用水東縁から取水し、南東方向へ流れ、大宮台地の鳩ヶ谷支台を横断する。戸塚南など区画整理によって造成が進むエリアで支線水路を分岐しつつ過ぎ、埼玉高速鉄道戸塚安行駅付近に至ると伝右川に至る水路（地図によっては一の橋放水路と記されている）を分岐しつつやや南寄りに向きを変え、さらに南流する。流末は佐藤堀、川戸堀に合流し、最終的に草加市との境界が近い峯付近で辰井川の上流部に合流する。流路延長は約10kmで灌漑面積は850haである。付近には新郷多目的遊水池が整備されている。流域は都市部においても比較的自然が残されているエリアであり、「赤堀用水沿斜面林ふるさとの森」などが整備されている。

## 橋梁
- 名称不明
- 武蔵野線
- 名称不明
- 令和橋（令和に架け替えられた最も新しい橋）
- 北川口陸橋
- 国道122号・東北自動車道
- （埼玉県道105号さいたま鳩ヶ谷線）
- 名称不明
- （埼玉県道・東京都道103号吉場安行東京線）
- 名称不明
- 木花橋（埼玉県道・東京都道103号吉場安行東京線）
- 名称不明
- 暗渠（埼玉県道381号東大門安行西立野線）
- 名称不明
- 宮越橋
- 名称不明
- 国道298号・東京外環自動車道
- （埼玉県道328号金明町鳩ヶ谷線）
- 暗渠
- 暗渠（埼玉県道・東京都道103号吉場安行東京線）

橋は数多く架かるが名前の付いた橋は少ない。

## 周辺
- 川口自然公園
- 川口市立差間小学校
- 川口市立戸塚南小学校
- 戸塚下台公園
- 戸塚スポーツ公園
- 立山公園
- 川口市立安行東中学校
- 花と緑の復興センター
- 道の駅川口・あんぎょう
- 川口市立安行中学校
- 川口市立安行小学校